# Kościół Podwyższenia Krzyża Świętego w Przecznie
Kościół Podwyższenia Krzyża Świętego w Przecznie – rzymskokatolicki kościół parafialny należący do parafii pod tym samym wezwaniem (dekanat Bierzgłowo diecezji toruńskiej).
Jest to jest jedna z najstarszych świątyń na Ziemi Chełmińskiej. Wybudowana została w stylu gotyckim około 1300 roku, następnie została odrestaurowana w 2. połowie XVIII wieku, dzięki staraniom Znanieckiego. Z tego czasu zachowało się do dziś kompletne wyposażenie wnętrza: począwszy od drewnianej podłogi po sufit kasetonowy, chór muzyczny z barokowymi organami a także ołtarze z obrazem Ukrzyżowania (znajduje się w ołtarzu głównym), który był uznawany jako cudowny.